# Dronning Louises Bro
Dronning Louises Bro er en bro over Søerne (Peblingesø/Sortedamssø) i København. Broen blev opført 1885-1887 og er tegnet af arkitekt Vilhelm Dahlerup. Den forbinder Frederiksborggade i Indre By med Nørrebrogade på Nørrebro, og er opkaldt efter Dronning Louise, der var gift med Christian 9.
Broen erstattede Peblingebroen, der ikke længere kunne klare den voksende trafikmængde. Den er udført i granit og har tre huller til gennemsejling. Broen har fire store flagstænger og otte gadelygter.
Flere gange har den været skueplads for uroligheder, demonstrationer og optog, f.eks. under 18. maj-urolighederne og i relation til Ungdomshuset.
Ved broens nordside står Johannes Hansens skulptur Siddende Unge Mennesker fra 1942.
Broen har været fredet siden 1997.

## Cykeltrafik
Dronning Louises Bro er den mest trafikerede cykelstrækning i Københavns Kommune. I 2018 passerede på hverdage dagligt 41.900 cyklister broen ifølge tal fra kommunen. Broen har 4 meter brede cykelstier i begge retninger. Det var kommunens bredeste cykelstier indtil oktober 2019 hvor man åbnede en ny 10 meter bred cykelsti på Dybbølsbro.

## Historie
Siden det 16. århundrede har der været en forbindelse mellem Indre By og Nørrebro på dette sted, men i takt med udbygningen af Nørrebro i det 19. århundrede, blev der brug for en ny og større forbindelse.
Søtorvet blev opført 1873-76 og skulle fungere som en pompøs indgang til den indre by. Det blev således stadsingeniør Charles Ambt, der sammen med Vilhem Dahlerup som arkitekt, skulle skabe en ny bro, som dels blev udført i kendte, solide materialer og dels havde en udformning og arkitektur, som skulle passe til storbyen.
Under diskussionen om udformningen af den kommende bro, fremsatte Emil Blichfeldt et forslag om, at broen skulle have en basargade, der kunne skabe læ ved passage – bl.a. med inspiration fra Venedig og Firenze. Forslaget blev rost i bl.a. Ude og Hjemme og 13 mod 12 medlemmer af Borgerrepræsentationen stemte i 1884 for at se nærmere på forslaget. Det blev dog aldrig realiseret.
Broen blev åbnet for færdsel d. 7. september 1887